# Cyamopsis tetragonoloba
El guar o goma guar, Cyamopsis tetragonoloba es una especie fanerógama perteneciente a la familia de las fabáceas.

## Distribución
Es una planta anual forrajera nativa de la India y Pakistán y que por su utilidad médica y como fuente de una goma muy utilizada en alimentos se cultiva en Norteamérica, Australia, China, Estados Unidos, Sudáfrica y Botsuana.

## Etimología
El término Cyamopsis significa "parecido a una haba" y tetragonoloba significa "con lóbulos cuadrados". 

## Descripción
Cyamopsis tetragonoloba es una planta herbácea que puede crecer desde 60 cm hasta 100 cm de altura.  Tiene una raíz fasciculada, es decir, que sus raíces secundarias crecen tanto o más que la principal. Es erecta, porque se desarrolla al aire y crece verticalmente. Las hojas son alternas y están formadas por tres folíolos (trifoliadas). Estos folíolos son elípticos, de 3,8 a 7,5 cm de longitud y de 1, 2 a 5 cm de grosor. Las dos caras de las hojas no presentan ninguna diferencia morfológica aparente, ambas son dentadas y pubescentes.  El pecíolo, que es el pie que soporta el limbo, mide de 2,5 a 3,8 cm de largo. Su textura es fina, verde y blanda (herbáceas).
Las flores aparecen en manojos axilares de 6 a 30 flores. Son cíclicas, es decir, presentan piezas homólogas a los mismos niveles del eje, siendo cada nivel un verticilo.  El perianto consta de dos piezas: el cáliz y la corola, que es violeta y ligeramente más larga. El cáliz, que está formado por 5 sépalos fusionados y peludos, es gamosèpalo.  La corola, que es dialipètala zigomorfas y papilonàcia, está formada por un estandarte, dos alas y una cresta constituida por dos pétalos fusionados, estos pétalos son pequeños y rojizos.  El androceo, el tercero de los verticilos florales, está constituido por diez estambres. El gineceo, el más interno de los verticilos florales, es monocarpelar. La inflorescencia es racemosa. El fruto es simple y dehiscents, es una legumbre de 3.5 – 8 cm de longitud, con algunos pelos distribuidos por la superficie. En su interior aparecen 5 a 6 semillas, con un endosperma muy desarrollado.  Será esta semilla, conocida como goma de guar, la que será utilizada farmacológicamente. 

## Propiedades
- Esta leguminosa produce unos granos que convertidos en harina y tomados con agua se convierte en un gel saciante ya que absorbe más de 50 veces su peso en agua y es de gran utilidad en el tratamiento de la obesidad.
- Ejerce acción reductora del colesterol ya que retrasa la absorción de los glúcidos y lípidos.

Principios activos: contiene polisacáridos constituidos por D-galactosa y D-manosa en proporción entre 1:1,5 y 1:2. Las moléculas consisten en una cadena principal lineal de manopiranosas unidas con enlace glucosídico b-(1-4) y de galactopiranosas unidas con enlace glicosídico alfa-(1-6).
Indicaciones: Los polisacáridos producen un efecto secuestrante (forma un gel viscoso que retrasa la absorción de lípidos y glúcidos), un efecto voluminizante (aumenta la repleción del estómago y prolonga la sensación de saciedad). Además es demulcente y laxante suave. Indicado como coadyuvante en el tratamiento del sobrepeso, hiperglucemia, hiperlipemias y de las dispepsias hipersecretoras, estreñimiento y diarreas.
Contraindicado con estenosis esofágica, pilórica o intestinal. Puede producir flatulencia. Cuando se prescriba a pacientes con diabetes, el médico deberá controlar la glucemia para ajustar, si es necesario, las dosis de insulina o de antidiabéticos orales. Recomendamos no simultanear su administración con ningún otro medicamento, ya que puede reducir de forma importante su asimilación (se ha descrito que inhibe en un 25% la absorción intestinal de glibenclamida, fenoximetilpenicilina y digoxina).
Se usa el endosperma de las semillas (goma de guar), triturado.

## Sinónimos
- Cyamopsis psoralioides (Lam.)DC.
- Cyamopsis psoraloides (Lam.) DC.
- Cyanopsis tetragonoloba (L.)Taub.
- Dolichos fabaeformis L'Her.
- Dolichos fabiformis L'Her.
- Dolichos psoraloides Lam.
- Lopinus trifoliolatus Cav.
- Lupinus trifoliatus Cav.
- Psoralea tetragonoloba L.[2]